# NGC 970
NGC 970 je galaksija u zviježđu Trokut.

## Vanjske poveznice
- SEDS: NGC 970